# Relations entre le Burkina Faso et l'Inde
Les relations entre le Burkina Faso et l'Inde sont les relations bilatérales du Burkina Faso et de la république de l'Inde. Le Burkina Faso a une ambassade à New Delhi. L'Inde a maintenu une ambassade à Ouagadougou de novembre 1996 jusqu'à sa fermeture en juillet 2002. Actuellement, l'Inde maintient un consulat honoraire à Ouagadougou, qui fonctionne sous la juridiction de la Haute Commission de l'Inde à Accra, au Ghana,.

## Histoire
Le ministre du commerce et de l'industrie du Burkina Faso a conduit une délégation officielle en Inde en mars 1976. Il s'agissait de la première activité bilatérale entre le Burkina Faso et l'Inde. Au cours de cette visite, les deux pays ont signé un protocole sur la coopération économique et technique. Plusieurs visites de haut niveau entre des fonctionnaires des deux pays ont eu lieu depuis lors.
Le président burkinabé, le capitaine Thomas Sankara, s'est rendu en Inde en 1983 pour participer au sommet du Mouvement des pays non alignés. Le ministre d'État indien aux affaires extérieures s'est rendu au Burkina Faso en 1987, devenant ainsi le premier ministre indien à visiter le pays. Le président burkinabé Blaise Compaoré s'est rendu en Inde en mai-juin 1993, et les deux nations sont convenus de créer une commission mixte pour favoriser la coopération bilatérale. L'Inde a également offert son aide pour le développement économique du Burkina Faso, en particulier dans les domaines de l'agriculture, des métiers à tisser à main, des mines, de l'irrigation et des petites industries. M. Compaoré s'est rendu à New Delhi pendant deux jours en juillet 1994, et s'est rendu à nouveau en Inde en 1997.
Narasimha Rao est devenu le premier Premier ministre indien à se rendre au Burkina Faso lorsqu'il a effectué une visite d'État à Ouagadougou du 2 au 4 novembre 1995. Rao a rencontré le président burkinabé, s'est adressé au Parlement du pays et a reçu la plus haute distinction civile du Burkina Faso. Rao a également inauguré l'ambassade de l'Inde à Ouagadougou lors de sa visite. L'ambassade était dirigée par un chargé d'affaires résident jusqu'à sa fermeture en juillet 2002. Le Burkina Faso a ouvert son ambassade à New Delhi en 1996, et l'a élevée au rang d'ambassadeur en 2011.
Le Burkina Faso et l'Inde ont créé une commission mixte sur les questions économiques, culturelles, politiques et techniques après avoir signé un accord en octobre 1994. L'ancien Premier ministre Tertius Zongo s'est rendu à New Delhi en avril 2008 pour participer au premier sommet du Forum Inde-Afrique, et a également eu des entretiens bilatéraux avec le Premier ministre indien Manmohan Singh.
Le Burkina Faso et l'Inde ont été parmi les dix-neuf premiers pays à rejoindre l'Alliance solaire internationale, proposée par le Premier ministre Narendra Modi, le 15 novembre 2016.

## Commerce
L'Inde était la deuxième destination des exportations du Burkina Faso en 2015. Le commerce bilatéral entre le Burkina Faso et l'Inde s'est élevé à 264,40 millions de dollars en 2014-15, contre 119,76 millions de dollars lors de l'exercice précédent. L'Inde a exporté pour 112,76 millions de dollars de marchandises vers le Burkina Faso, et en a importé pour 151,64 millions de dollars. Les principaux produits exportés par l'Inde vers le Burkina Faso sont des produits pharmaceutiques, des véhicules et des pièces détachées, du fer et de l'acier et des articles en fer, des machines et des appareils mécaniques, du caoutchouc et des articles en caoutchouc. Les principaux produits de base importés par l'Inde du Burkina Faso sont l'or et le coton.
Le Burkina Faso était le pays partenaire lors du conclave de la confédération de l'industrie indienne (en) (CII) à New Delhi en mars 2009.
En juin 2010, Bharti Airtel a conclu un accord pour racheter les activités de téléphonie mobile de Zain dans quinze pays africains, dont le Burkina Faso, pour 8, 97 milliards de dollars, dans le cadre de la deuxième plus importante acquisition indienne à l'étranger après le rachat de Corus par Tata Steel en 2007 pour treize milliards de dollars. Bharti Airtel a finalisé l'acquisition le 8 juin 2010. En janvier 2016, Airtel a annoncé qu'elle avait conclu un accord pour vendre ses activités au Burkina Faso et en Sierra Leone à la société française de télécommunications Orange S.A.. La valeur de l'opération n'a pas été divulguée, mais les analystes l'ont estimée à 800-900 millions de dollars,. Orange a pris le contrôle des opérations au Burkina Faso en juin 2016.

## Aide extérieure
Lors de la première visite du président Compaoré en Inde en juin 1993, l'Inde a proposé d'aider au développement économique du Burkina Faso, en particulier dans les domaines de l'agriculture, des métiers à tisser, de l'exploitation minière, de l'irrigation et des petites industries. Lors de la deuxième visite de M. Compaore en juillet 1994, l'Inde a fourni dix-neuf millions de dollars d'aide au Burkina Faso pour aider au développement de l'agriculture dans le pays. L'aide comprenait deux cents tracteurs, des semences, des outils, des pompes à eau et plusieurs autres accessoires.
L'Inde a fourni des experts au Burkina Faso pour former les agriculteurs locaux aux pratiques indiennes de culture du riz, à l'utilisation d'outils manuels et de tracteurs ergonomiques, ainsi qu'aux intrants consommables connexes tels que les semences, les engrais et les pesticides. Le projet a débuté au Burkina Faso en 1999 et s'est achevé en 2002. Les machines agricoles, l'équipement, les véhicules et autres aides nécessaires ont été donnés au gouvernement du Burkina Faso après l'achèvement du projet.
Le Burkina Faso était l'un des neuf pays d'Afrique de l'Ouest inclus dans l'initiative TEAM-9 et le projet de réseau électronique panafricain, qui a été inauguré conjointement par le ministre indien des affaires étrangères, Pranab Mukherjee, et le ministre principal des affaires étrangères et de la coopération régionale du Burkina Faso, Alain Bedouma Yoda, le 23 mars 2009 lors du 5e conclave de la CII sur le partenariat de projet Inde-Afrique 2009 à New Delhi. Dans le cadre du TEAM-9, le gouvernement indien a accordé une ligne de crédit de 30,97 millions de dollars pour des projets agricoles et pour la construction d'un bureau de poste national au Burkina Faso. Deux autres lignes de crédit ont été accordées en 2008 et 2010, respectivement pour l'électrification rurale et la création d'une usine de transformation de tomates. Plusieurs lignes de crédit ont été prolongées au cours du premier semestre 2012 pour un projet de logements sociaux, la fourniture de 135 bus pour les universités et autres établissements d'enseignement supérieur, la construction de deux ateliers et d'un parking couvert, et l'achat de pièces de rechange.
Lors du premier sommet du Forum Inde-Afrique en 2008, l'Inde s'est engagée à créer un centre de formation professionnelle/centre d'incubation du collège des pieds nus, ainsi qu'un laboratoire d'analyse des tissus du sol et de l'eau au Burkina Faso. Le protocole d'accord pour la création du centre a été signé en octobre 2013. Il a été créé par la National Small Industries Corporation (en) (NSIC) à Ouagadougou et transféré à une agence locale sous la tutelle du Ministère Burkinabé de la Jeunesse, de l'Emploi et de la Formation Professionnelle le 3 novembre 2016. L'Inde a expédié un lot de médicaments pour aider les personnes touchées par les inondations au Burkina Faso le 18 juin 2008, et a également fait un don de près de 214 000 dollars pour l'aide aux victimes des inondations en septembre 2009.
Des scientifiques burkinabés se sont rendus en Inde entre juin et décembre 2013 et ont participé à des études de recherche dans le cadre du programme de bourses de recherche CV Raman. Les Burkinabés se sont rendus en Inde pour participer à divers programmes de formation organisés par le gouvernement indien. Les citoyens du Burkina Faso peuvent bénéficier de bourses dans le cadre du programme indien de coopération technique et économique et du Conseil indien pour les relations culturelles,.